# Rácz Kálmán
Rácz Kálmán (Mád, Zemplén vármegye, 1867. május 1. – Pápa, 1941. október 3.) református lelkész, teológiai akadémiai tanár.

## Élete
A gimnáziumot (1878–1886) és teológiai tanfolyamot (1886–1890) Sárospatakon végezte, hol azután két évig teológiai tanár és főiskolai alkönyvtárnok volt. 1892-ben külföldre ment s egy évet a bécsi és zürichi teológiai fakultásokon töltött, miközben az előbbitől licentiatiusi oklevelet kapott. Hazatérve egy évig nevelősködött, 1894-ben pedig nyíregyházi káplán lett, míg 1896 áprilisában Balsára (Szabolcs vármegye) ment lelkésznek. 1902-től a pápai református főgimnázium vallástanára volt.
Cikkei a Sárospataki Lapban (1892. Ballagi Mór a Károlyi-bibliáról); a Protestáns Szemlében (1893. Könyvism., 1897. Unio törekvések a negyvenes években); a Protestáns Egyházi és Iskolai Lapban (1892. 4. sz.); a Dunántúli Protestáns Lapokban (1901. A megújított énekeskönyv próbagyűjteménye).

## Munkái
1. A Károlyi Gáspár és Káldi György bibliafordítása és a Károlyi-biblia védelme. Sárospatak, 1892. (Ism. Századok, Prot. Szemle, Magyar Sion).
2. Fáy András mint protestáns. Bpest, 1893. (Különny. a Prot. Szemléből).
3. Emlékbeszéd Lukács Ödön f.-szabolcsi esperes, nyiregyházai ev. ref. lelkész felett. Nyiregyháza, 1896.
4. Egyházi beszédek közönséges és ünnepi alkalmakra. I. kötet. Uo. 1898. (Ism. Prot. Szemle).
5. A keresztyén egyház rövid története a népiskolák V.-VI. oszt. és az ismétlő iskolák használatára. A Halasi István-féle mű, XXV. Pápa, 1902.
6. A református keresztyénség apológiája. Pápa. 1934.